# Sassari-Cagliari 1980
La Sassari-Cagliari 1980, ventinovesima edizione della corsa, si svolse il 28 febbraio 1980 su un percorso di 215 km. La vittoria fu appannaggio dell'italiano Serge Parsani, che completò il percorso in 5h23'41", precedendo i connazionali Claudio Torelli e Carmelo Barone.

## Ordine d'arrivo (Top 10)
| Pos. | Corridore          | Squadra              | Tempo    |
| ---- | ------------------ | -------------------- | -------- |
| 1    | Serge Parsani      | Bianchi-Piaggio      | 5h23'41" |
| 2    | Claudio Torelli    | Bianchi-Piaggio      | a 1"     |
| 3    | Carmelo Barone     | Sanson-Campagnolo    | s.t.     |
| 4    | Sergio Santimaria  | Hoonved-Bottecchia   | s.t.     |
| 5    | Angelo Tosoni      | Famcucine-Campagnolo | s.t.     |
| 6    | Dante Morandi      | Hoonved-Bottecchia   | s.t.     |
| 7    | Maurizio Bertini   | San Giacomo-Benotto  | s.t.     |
| 8    | Giuseppe Passuello | Gis Gelati           | s.t.     |
| 9    | Tommy Prim         | Bianchi-Piaggio      | s.t.     |
| 10   | Bernt Johansson    | Magniflex-Olmo       | s.t.     |